# Govern de La Rioja
El Govern de La Rioja és —al costat del Parlament la Presidenta regionals— un dels tres òrgans institucionals de la Comunitat Autònoma de La Rioja (Espanya). Es compon del President de la Comunitat, el Vicepresident o Vicepresidents, si escau, i els Consellers. L'actual Presidenta de La Rioja és Concepción Andreu Rodríguez (PSOE).

## Funcions
El Govern de La Rioja exerceix el poder executiu i l'administració de la Comunitat Autònoma. Les seves funcions es detallen en l'article 24 de l'Estatut d'Autonomia En particular: 
1. Exerceix la potestat reglamentària que no pertany al Parlament
2. Interposa recursos davant el Tribunal Constitucional
3. Executa les funcions que es derivin de l'ordenament jurídic estatal i regional

## Estructura
L'estructura del govern és variable, ja que correspon al president designar-ne el nombre i la composició. L'estructura actual (2019) está formada pel PSOE i per Podemos: 
| Càrrec                                              | Nom                         |
| --------------------------------------------------- | --------------------------- |
| Presidència                                         | Concepción Andreu Rodríguez |
| Conselleria de Governança Pública                   | Francisco Ocón              |
| Conselleria de Desenvolupament Autonòmic            | José Ignacio Castresana     |
| Conselleria d'Educació i Cultura                    | Luis Cacho                  |
| Conselleria d'Hisenda                               | Celso González              |
| Conselleria de Salut                                | Sara Alba                   |
| Conselleria d'Agricultura                           | Eva Hita                    |
| Conselleria de Participació                         | Raquel Romero               |
| Conselleria de Serveis Socials                      | Ana Santos                  |
| Conselleria de Sostenibilitat i Transició Ecològica | José Luis Rubio             |

## Seu
La seu del Govern de La Rioja es troba en l'antiga Diputació Provincial, al centre de Logronyo.